# O-minimale Struktur
In der Mathematik sind o-minimale Strukturen eine Axiomatisierung und Verallgemeinerung der Eigenschaften semialgebraischer Mengen. Die Elemente einer o-minimalen Struktur heißen definierbare Mengen und sie haben viele Eigenschaften mit semialgebraischen Mengen gemeinsam. Zum Beispiel haben sie nur endlich viele Zusammenhangskomponenten.

## Definition
Eine Folge {\displaystyle \chi _{n}} von Familien von Teilmengen des {\displaystyle \mathbb {R} ^{n}} ist eine o-minimale Struktur, wenn
- sie unter den mengentheoretischen Operationen eine Boolesche Algebra bildet,
- {\displaystyle \chi _{n}} alle semialgebraischen Teilmengen des {\displaystyle \mathbb {R} ^{n}} enthält,
- aus {\displaystyle A\in \chi _{n}} und {\displaystyle B\in \chi _{m}} folgt {\displaystyle A\times B\in \chi _{n+m}},
- aus {\displaystyle m\geq n} und {\displaystyle A\in \chi _{m}} folgt {\displaystyle \pi (A)\in \chi _{n}} für die Projektion {\displaystyle \pi } auf die ersten {\displaystyle n} Koordinaten,
- für alle {\displaystyle A\in \chi _{1}} der Rand von {\displaystyle A} eine endliche Menge ist.

## Beispiele
- Die semialgebraischen Mengen bilden eine o-minimale Struktur.
- Die subanalytischen Mengen bilden keine o-minimale Struktur.
- Die global subanalytischen Mengen bilden eine o-minimale Struktur {\displaystyle \mathbb {R} _{an}}.[1][2]
- Die Menge der Teilmengen {\displaystyle X=\pi (f^{-1}(0))\subset \mathbb {R} ^{n}} für {\displaystyle f(x_{1},\ldots ,x_{m})=Q(x_{1},\ldots ,x_{m},e^{x_{1}},\ldots ,e^{x_{m}})} mit einem Polynom {\displaystyle Q\in \mathbb {R} \left[X_{1},\ldots ,X_{2m}\right]} und der Projektion {\displaystyle \pi \colon \mathbb {R} ^{m}\to \mathbb {R} ^{n}} auf die ersten {\displaystyle n} Koordinaten ist eine o-minimale Struktur {\displaystyle \mathbb {R} _{exp}}.[3]
- Die Vereinigung {\displaystyle \mathbb {R} _{an,exp}:=\mathbb {R} _{an}\cup \mathbb {R} _{exp}} ist eine o-minimale Struktur.[4]